# Ozbrojené síly Turecka
Ozbrojené síly Turecka (TSK, turecky Türk Silahlı Kuvvetleri) jsou ozbrojené síly Turecké republiky. Skládají se z armády, námořnictva a letectva. Četnictvo a pobřežní stráž, které mají jak policejní, tak vojenskou funkci, operují jako součást sil ministerstva vnitra v době míru. Během války jsou podřízeny armádě a námořnictvu. Turecký prezident je vrchním velitelem ozbrojených sil.
Současným náčelníkem Generálního štábu je generál Hulusi Akar. Náčelník generálního štábu je velitelem ozbrojených sil. V době války jedná jako vrchní velitel ozbrojených sil jménem tureckého prezidenta, který zastupuje Nejvyšší vojenské velení Ozbrojených sil Turecka jménem tureckého parlamentu. Velení ozbrojeným silám a vytváření politik a programů souvisejících s přípravou vojenského personálu, zpravodajství, operací, organizací, výcviku a logistice jsou zodpovědností Generálního štábu. Kromě toho Generální štáb koordinuje vojenské vztahy s ostatními členy NATO a dalšími přátelskými státy.
Rozsáhlý program modernizace ozbrojených sil proběhl poté, co se Turecko stalo 18. února 1952 členem NATO. Turecko vyslalo vojáky do bojových operacích v Koreji. Ke konci 80. let byla zahájena druhá vlna modernizace. Turecké ozbrojené síly se účastní Bojových skupin Evropské unie kontrolované Evropskou radou. Ozbrojené síly také přispívají do mezinárodních armádních sborů Eurocorps, společné iniciativy EU a NATO.
Ozbrojené síly Turecka jsou dohromady hodnoceny jako druhé největší ozbrojené síly v NATO, po Ozbrojených sílách USA, jejich odhadovaná síla v roce 2015 byla 639 551 vojáků, civilních zaměstnanců a četnictva. Turecko je jedním z pěti členů NATO (vedle Belgie, Německa, Itálie a Nizozemska) praktikujících politiku sdílení nukleárních zbraní. 90 jaderných bomb B61 je uloženo na letecké základně Incirlik, z nichž 40 je přiděleno tureckému letectvu v případě jaderného konfliktu, ale k jejich použití je vyžadován souhlas NATO.